# Awtomat Fjodorowa

Verschlussmechanismus

Das Awtomat Fjodorowa ist ein russisches – nach moderner Klassifizierung – Schnellfeuergewehr im Kaliber 6,5 × 50 mm HR. Vom Konstrukteur Fjodorow wurde die Waffe als leichtes Maschinengewehr bezeichnet, der Begriff Automat wurde von dem sowjetischen Ballistiker Nikolai Michailowitsch Filatow geprägt und setzte sich schließlich durch. In sowjetischer Fachliteratur wurde die Waffe verschiedentlich auch als Maschinenpistole bezeichnet.

## Ursprung
Zu Beginn des 20. Jahrhunderts existierten mehrere Gewehre, deren Nachladevorgang durch die Energie der beim Schuss entstehenden Pulvergase verrichtet wurde. Solche Selbstladewaffen, welche die Möglichkeit einer schnellen Schussfolge boten, wurden in Österreich, Italien, Großbritannien, den USA, Deutschland, Mexiko und Dänemark entwickelt. Das Russische Kaiserreich war ein weiteres Land, in dem entsprechende Arbeiten stattfanden. Die Ergebnisse wurden jedoch von der Zaristischen Armee nicht beachtet. Erst die Erfahrung (und Niederlage) des Russisch-Japanischen Krieges änderte die Situation und es wurden Versuche unternommen, das damalige Ordonnanzgewehr Mosin-Nagant M1891 zu einem Selbstlader umzubauen. Einer der an solchen Projekten Beteiligten war der zweiunddreißigjährige Offizier Wladimir Fjodorow. Von der Sinnlosigkeit einer halbautomatischen Version des Mosin-Nagant überzeugt, präsentierte Fjodorow 1907 Konstruktionspläne eines prinzipiell neuen Gewehres. Die Waffe war ein Rückstoßlader mit starrer Verriegelung und verschoss die übliche Munition im Kaliber 7,62 × 54 mm R. Das Projekt zog Aufmerksamkeit auf sich und im Jahr darauf begann unter strenger Geheimhaltung die Entwicklung und Produktion eines fünfschüssigen Selbstladers nach Fjodorows Plänen in der Waffenfabrik von Sestrorezk.

## Weiterentwicklung
Das erste Modell war alles andere als zufriedenstellend, unzuverlässig und für den Schützen sogar gefährlich. Die Fehlerbeseitigung nahm mehrere Jahre in Anspruch, und erst 1911 wurde das verbesserte, mit Verschlussbeschleuniger und anderen Neuerungen ausgestattete Gewehr vorgestellt. 1912 wurde die Waffe erneut modifiziert (unter anderem erhielt sie eine verbesserte Sicherung sowie ein neues Visier) und zehn Exemplare unter Feldbedingungen getestet. Die Tests, bei denen etwa 47.000 Schuss abgefeuert wurden, ergaben eine sehr niedrige Fehlerquote von 1,66 % im normalen Zustand sowie 3,9 % bei einer verschmutzten und rostigen Waffe. Verglichen mit dem Mosin-Nagant-Gewehr hatte Fjodorows Selbstlader Vorteile wie geringere Beanspruchung des Schützen, einen schwächeren Rückstoß und eine 60 % höhere Schussfolge.
Das Testergebnis hatte eine Bestellung von 150 Gewehren zur Erprobung innerhalb der Armee zur Folge, trotzdem war Fjodorow vom Erfolg seiner Entwicklung nicht überzeugt. Grund dafür war die verwendete Patrone, deren Rand die Ursache für zahlreiche Probleme bei der Munitionszuführung während des automatischen Nachladens war. Fjodorow, der sich bereits vorher mit der Theorie kleinkalibriger Gewehre beschäftigt hatte, entwickelte 1911 eigene randlose Versuchspatronen mit verbesserten ballistischen Eigenschaften in den Kalibern 6,5 und 7 mm. Solche Patronen ermöglichten den Bau einer leichteren und kompakteren Waffe, zudem konnte der Schütze aufgrund deren geringeren spezifischen Gewichts mehr Munition mit sich führen. Viel wichtiger war jedoch, dass der fehlende Rand die Zuverlässigkeit der Munitionszuführung um ein Vielfaches erhöhte. Nach zahlreichen Versuchen konzentriert sich Fjodorow auf eine 6,5-mm-Patrone mit einem Geschossgewicht von 8,5 Gramm sowie eine 7-mm-Patrone mit einem 9,63 g schweren Geschoss. Die Hülsenlänge betrug 57 mm. Bei einem durchschnittlichen Druck von 3500 Bar lag die Anfangsgeschwindigkeit bei etwa 860 m/s. Ende 1912 wurden die entsprechenden Gewehre gebaut, die 1913 im Direktvergleich mit Waffen im Kaliber 7,62 mm gute Ergebnisse lieferten. Die Fehlerquote lag diesmal bei 1,18 %, dabei wog die Waffe 0,2 kg weniger. Als Folge dessen wurde die Herstellung von 20 Gewehren in den beiden Kalibern zwecks Truppenerprobung empfohlen sowie eine Bestellung von 200.000 Patronen aufgegeben.

## Widerstände
Der Entwicklung solcher vielversprechenden Waffen stellte sich jedoch der Konservatismus der Regierung und der Militärführung in den Weg. Zar Nikolaus II. sprach sich gegen die Einführung eines automatischen Gewehres aus, da „die Patronen nicht reichen würden“. Als 1914 der Erste Weltkrieg ausbrach, wurden die Arbeiten an automatischen Waffen gänzlich eingestellt, die vorhandenen Gewehre eingezogen und Fjodorow mit Aufgaben des Waffennachschubs betraut.
Der Erste Weltkrieg zeigte jedoch die Überlegenheit automatischer Waffen, insbesondere des Maschinengewehres. Der Mangel an entsprechenden Waffen innerhalb der russischen Armee zeigte sich auf eine schmerzliche Weise, so dass Fjodorows Arbeit bereits ein Jahr später wieder aufgenommen wurde, diesmal in Oranienbaum (Russland), wo Fjodorow eine vollautomatische Modifikation seiner Waffe anstrebte. Während eines Aufenthalts in Frankreich im Jahre 1915 lernte Fjodorow die taktischen Einsatzmöglichkeiten leichter Maschinengewehre vom Typ Chauchat sowie deren Anzahl in der französischen Armee schätzen. Diese Erfahrungen brachten ihn auf die Idee, sein Gewehr zu einer Waffe zu entwickeln, welche die Führigkeit eines Infanteriegewehres mit der Feuerkraft eines leichten Maschinengewehres vereinte.
Die erste Waffe dieses Typs wurde 1916 gebaut und basierte auf dem Modell von 1913. Die Unterschiede lagen im kürzeren Lauf (520 mm statt 800) und einer modifizierten Abzugsvorrichtung mit Feuerwahlschalter beim Abzugsbügel. Die Waffe war 1045 mm lang, wog ungeladen 4,4 kg und bestand aus 64 Einzelteilen. Das Gewehr war ein vollautomatischer Rückstoßlader mit starrer Verriegelung und kurz zurückgleitendem Lauf. Die Verriegelung kam durch zwei Schwenkriegel zustande, die mit ihren Verriegelungsansätzen in Aussparungen im Verschluss griffen. Nach dem Schuss bewegte sich der Verschluss zusammen mit dem Lauf gemeinsam zurück, dabei wurde das hintere Ende der Schwenkriegel nach unten gedrückt. Sobald der Verschluss frei war, stoppte der Lauf, der Verschluss lief allein zurück, warf die leere Hülse aus und spannte den Hahn. Danach drückten Rückholfedern Verschluss und Lauf wieder in ihre vordere Position, wo sie durch die Schwenkriegel wieder verbunden wurden.
Das Hauptproblem trat in Verbindung mit der Munition auf: Fjodorows 6,5×57-mm-Patrone konnte in Kriegszeiten nicht in der erforderlichen Menge hergestellt werden. Stattdessen wurde durch Aptierung des Patronenlagers die Munition des japanischen Arisaka-Gewehrs im Kaliber 6,5 × 50 mm HR genutzt. Die Arisaka-Patrone war nach dem Russisch-Japanischen Krieg von 1904/05 in großer Stückzahl als Beutemunition vorhanden und wurde während des Ersten Weltkriegs Millionenfach gemeinsam mit Arisaka-Gewehren von Japan an Russland geliefert. Die Patrone war deutlich schwächer als die russische 7,62 × 54 R, besaß einen die Zuführung nicht beeinträchtigenden Halbrand und entwickelte in Fjodorows Gewehr, das ab 1920 „Awtomat Fjodorowa“ genannt wurde, eine Mündungsgeschwindigkeit von 660 m/s. Die Munition wurde über ein Magazin zugeführt, das 25 Patronen fasste. Die Kimme war für Entfernungen bis 2000 Schritt (1424 m) markiert, vor dem Magazin befand sich ein Vordergriff, ein Bajonett konnte befestigt werden. Nach dem Vorbild des „Awtomat“ wurden einige Versuchsexemplare von 1912 im Kaliber 7,62 × 54 R zu Vollautomaten umgebaut, die über ein 15-Schuss-Magazin verfügten.

## Einsatz
Die Truppenversuche des „Awtomat Fjodorowa“ wurden im gleichen Jahr bei der 10. Luftdivision durchgeführt, wobei die Piloten die Waffe mehr mochten als das französische Chauchat-LMG. Die gute Beurteilung führte dazu, dass die Waffe Anfang 1917 offiziell eingeführt wurde. 15.000 Stück wurden bestellt, wegen der schlechten Verfassung der Waffenindustrie konnten jedoch nur wenige Dutzend hergestellt werden.
1918 wurde von der Sowjetregierung eine neue Bestellung von 9000 Stück aufgegeben. Die mit der Fertigung beauftragte Waffenfabrik in Kowrow befand sich in einem miserablen Zustand, und so konnten bis Ende 1920 nur etwa 100 Stück hergestellt werden. Die primitiven Bedingungen, unter denen die Waffen gefertigt wurden, äußerten sich in der mangelnden Zuverlässigkeit. Erst ab 1921 konnte die Massenfertigung stattfinden.
1923 wurde das Gewehr ein weiteres Mal modernisiert: Es erhielt einen Verschlussfang, der Zubringer des Magazins wurde verändert, die Waffe konnte mittels Ladestreifen geladen werden, das Korn erhielt einen Kornschutz und die Kimme wurde für Entfernungen bis 3000 Schritt (2100 m) eingeteilt.
1924 wurde beschlossen, dass in Zukunft alle automatischen Waffen nur noch im Kaliber 7,62 × 54 R gebaut werden sollen, was für Fjodorows Waffe das Aus bedeutete, trotz all ihrer Vorteile (führiges, vollautomatisches Gewehr, das kleinkalibrige Munition mit schwachem Rückstoßimpuls verschießt, Zuführung über ein separates Magazin mit großer Kapazität – alles Merkmale moderner Sturmgewehre). 1925 wurde die Produktion eingestellt und die Waffe 1928 ausgemustert. Bis dahin wurden etwa 3200 Stück hergestellt. Das „Awtomat Fjodorowa“ wurde 1916 gegen deutsche Truppen, 1917 während der Oktoberrevolution und 1939–1940 beim sowjetischen Überfall auf Finnland eingesetzt.